# Gunthchramn

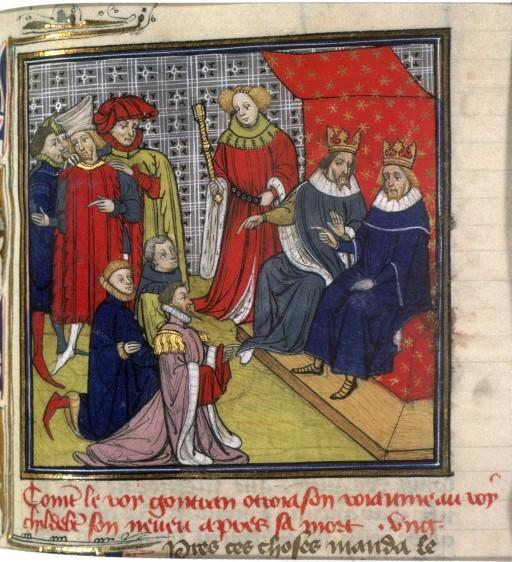
Gunthchramn

Gunthchramn, Guntram, Gontran (född omkring 525 eller 528, död 28 mars 592 i Chalon-sur-Saône) frankisk, merovingisk kung över Burgund och Orléans 561–592.  Son till Chlothar I och Ingund.
När Chlothar dog delades hans rike enligt frankisk sed mellan hans söner. Gunthchramn erhöll Burgund och Orléans. Som kung kämpade Gunthchramn mot attacker från barbarer och försökte också medla mellan sina bröder Sigibert I och Chilperik I. Då Chilperik I avled bad hans maka Fredegund Gunthchramn om beskydd för henne och hennes son Chlothar II. 
Gunthchramn avled utan tronarvingar och hans rike tillföll därför Childebert II.